# Гърбавият
„Гърбавият“, преведен на български и като „Сакатият“ (на английски: The Adventure of the Crooked Man) е разказ на писателя Артър Конан Дойл за известния детектив Шерлок Холмс. За първи път е публикуван през 1893 г. в списание „Странд“. Включен е в книгата „Мемоарите на Шерлок Холмс“, публикувана през 1894 година.

## Сюжет
Внимание:  Текстът по-долу разкрива сюжета на произведението (или части от него)!
Няколко месеца след брака на Уотсън, той е посетен от Шерлок Холмс, който му разказва за своето разследване на мистериозната смърт на полковник Джеймс Баркли. Няколко дни по-рано, късно вечерта между полковника и съпругата му Нанси е имало кавга. Според камериерката, двойката, които почти не са се карали преди, са имали шумен скандал в затворено помещение и съпругата на Баркли многократно е нарекла мъжа си страхливец. Внезапно полковникът е надал силен вик, последван от трясък. Слугите са влезли в стаята и са намерили там тялото на Баркли със счупена глава и израз на неописуем ужас на лицето, а жена му – в безсъзнание. Разследвайки местопрестъплението, Холмс е открил по завесите отпечатъци на неизвестно животно, които не могат да бъдат идентифицирани.
При подробния разпит на свидетелите, Холмс научава, че малко преди кавгата Нанси Баркли, на връщане от църква с приятелка, неочаквано е срещнала някакъв отвратителен гърбушко и след кратък разговор с него е била ужасно развълнувана. Гърбушкото също е бил много разгневен.
Холмс предлага на Уотсън да посетят този гърбушко, за да се изяснят. По време на посещение на мъжа се оказва, че той е бивш военен, Хенри Ууд, който преди много години в Индия е бил другар на полковник Баркли. И Баркли, и Ууд, са били влюбени в тогавашната неомъжена девойка, Нанси. Баркли предава по-привлекателния от него Ууд на врага по време на поредния бунт в Индия. Бунтовниците обезобразяват след изтезания Ууд, превръщайки го в осакатен гърбушко.
След завръщането си в Англия, Ууд открива бившата си любов и разкрива пред нея ужасната истина. По време на спор на полковник Баркли и жена му, Ууд, който се крие зад завесата, изведнъж се показва пред тях. Полковникът познава човека, когото е предал и осъдил на смърт, и умира от апоплексия, като при падането си разбива главата в решетката на камината.
Следите върху завесите са оставени от Теди, дресираната мангуста на Ууд. Ууд постоянно носи със себе си мангустата и от време на време с нейна помощ показва фокуси.

## Адаптации
Разказът е адаптиран през 1924 г. в едноименния филм с участието на Ейли Норууд в ролята на Холмс и на Хюбърт Уилис като Уотсън.
През 1984 г. има друга екранизация в сериала за телевизия Granada TV с участието на Джеръми Брет в ролята на Холмс и на Дейвид Бърк като Уотсън.
Направени са и няколко радиодраматизации за радио BBC.